# Drapeau du kraï du Primorié
Le drapeau du kraï du Primorié (en russe : Флаг Приморского края, Flag Primorskogo kraïa) est l’un des symboles du kraï du Primorié, l’un des kraïs de Russie. Il a été adopté en 1995.

## Historique
Le drapeau adopté le 22 février 1995 par la résolution de la douma du kraï du Primorié n°25, sur la base du décret de l'administration du kraï du Primorié du 22 février 1995 n°86, décrivait le drapeau d'alors ainsi :

« Le drapeau du kraï du Primorié est un drapeau rectangulaire, divisé en diagonale par une bande blanche et composé de deux triangles : celui du haut, situé au pôle, est rouge et celui du bas est de couleur bleue (azur). Dans le coin supérieur près du puits, il y a une image dorée d'un tigre de l'Oussouri marchant. Le rapport entre la largeur du drapeau et sa longueur est de 2:3. »

L'idée du drapeau a été proposé par Viktor A. Obertas, professeur à l'Institut d'architecture de l'Université technique d'État d'Extrême-Orient .
Il a justifié les différents éléments du drapeau ainsi :
- « Le rouge est la couleur des exploits, du sacrifice, de la victoire, de la célébration, symbole de courage, de courage et d'intrépidité. Ces qualités ont été démontrées à plusieurs reprises par les habitants et les guerriers du kraï du Primorié à diverses périodes de l'existence du Primorié. »
- « Bleu (azur) - la couleur de l'honnêteté, la fidélité au devoir, un symbole de beauté, de douceur, de grandeur. Ces qualités sont également inhérentes au Primorié et à la nature unique de la région. »
- « Avec la bande blanche de séparation, les couleurs du drapeau du kraï du Primorié symbolisent l'unité du kraï et de la Russie, puisque ces mêmes couleurs sont incluses dans le drapeau d'État de la fédération de Russie. »
- « La figure du tigre de l'Oussouri  - la figure principale des armoiries du kraï du Primorié détermine sans ambiguïté l'appartenance du drapeau au kraï du Primorié. »

Le 29 mai 1995, le décret de l'administration du kraï du Primorié n°284 a été approuvé, décret qui a établi les proportions du drapeau :
- La largeur de la bande blanche le long du mât doit être égale à un cinquième de la largeur totale du drapeau ;
- La hauteur de la figure du tigre doit être un quart de la largeur du drapeau le long du mât.

## Description
Le 21 janvier 2003, la loi n°32-KZ « Sur le drapeau du kraï du Primorié » a été promulgué, loi adoptée la Douma du kraï du Primorié le 25 décembre 2002, qui a changé la couleur du bleu, enlevant le terme azur pour simplement dire bleu. La loi définit le drapeau ainsi:

« Le drapeau du kraï du Primorié est un drapeau rectangulaire divisé en diagonale par une bande blanche et composé de deux triangles : celui du haut, situé au pôle, est rouge et celui du bas est bleu. Dans le coin supérieur près du puits, il y a une image dorée d'un tigre de l' Oussouri marchant. Le rapport entre la largeur du drapeau et sa longueur est de 2:3. »

Les significations sont les mêmes que pour la première version du drapeau.
Même si la version est officiellement différente de celle du premier, elle est de facto la même. La nouvelle loi fut simplement dans le but que le drapeau ait le même bleu que celui de la fédération de Russie, mais le changement ne se fit véritablement jamais.